# Krężołek
Krężołek – wieś w Polsce położona w województwie świętokrzyskim, w powiecie kieleckim, w gminie Łopuszno}.
W latach 1975–1998 miejscowość administracyjnie należała do województwa kieleckiego.
Wierni Kościoła rzymskokatolickiego należą do parafii NMP Matki Kościoła w Sarbicach.

## Historia
W wieku XIX osada w powiecie kieleckim, gminie Łopuszno, parafii Mnin.